# Mort et funérailles de Sebastián Piñera
 (février 2024).
La mise en forme du texte ne suit pas les recommandations de Wikipédia : il faut le « wikifier ».
Les points d'amélioration suivants sont les cas les plus fréquents. Le détail des points à revoir est peut-être précisé sur la page de discussion.
- Les titres sont pré-formatés par le logiciel. Ils ne sont ni en capitales, ni en gras.
- Le texte ne doit pas être écrit en capitales (les noms de famille non plus), ni en gras, ni en italique, ni en « petit »…
- Le gras n'est utilisé que pour surligner le titre de l'article dans l'introduction, une seule fois.
- L'italique est rarement utilisé : mots en langue étrangère, titres d'œuvres, noms de bateaux, etc.
- Les citations ne sont pas en italique mais en corps de texte normal. Elles sont entourées par des guillemets français : « et ».
- Les listes à puces sont à éviter, des paragraphes rédigés étant largement préférés. Les tableaux sont à réserver à la présentation de données structurées (résultats, etc.).
- Les appels de note de bas de page (petits chiffres en exposant, introduits par l'outil «  Source ») sont à placer entre la fin de phrase et le point final[comme ça].
- Les liens internes (vers d'autres articles de Wikipédia) sont à choisir avec parcimonie. Créez des liens vers des articles approfondissant le sujet. Les termes génériques sans rapport avec le sujet sont à éviter, ainsi que les répétitions de liens vers un même terme.
- Les liens externes sont à placer uniquement dans une section « Liens externes », à la fin de l'article. Ces liens sont à choisir avec parcimonie suivant les règles définies. Si un lien sert de source à l'article, son insertion dans le texte est à faire par les notes de bas de page.
- La présentation des références doit suivre les conventions bibliographiques. Il est recommandé d'utiliser les modèles {{Ouvrage}}, {{Chapitre}}, {{Article}}, {{Lien web}} et/ou {{Bibliographie}}. Le mode d'édition visuel peut mettre en forme automatiquement les références.
- Insérer une infobox (cadre d'informations à droite) n'est pas obligatoire pour parachever la mise en page.

Pour une aide détaillée, merci de consulter Aide:Wikification.
Si vous pensez que ces points ont été résolus, vous pouvez retirer ce bandeau et améliorer la mise en forme d'un autre article.
La mort de Sebastian Pinera a lieu le 6 février 2024. Le gouvernement chilien confirme le décès de l'ancien président Sebastián Piñera à l'âge de 74 ans, dans un accident d'hélicoptère alors qu'il est en vacances dans la commune de Lago Ranco, située dans la région de Los Ríos au sud du Chili. L'hélicoptère s'écrase à environ 40 mètres de la rive sud du lac Ranco, à Ilihue, à l'est du lac Ranco.
Plus tard dans la soirée, le président Gabriel Boric, dans un discours diffusé depuis La Moneda, annonce trois jours de deuil national et déclare que Piñera recevra des funérailles nationales,,,.

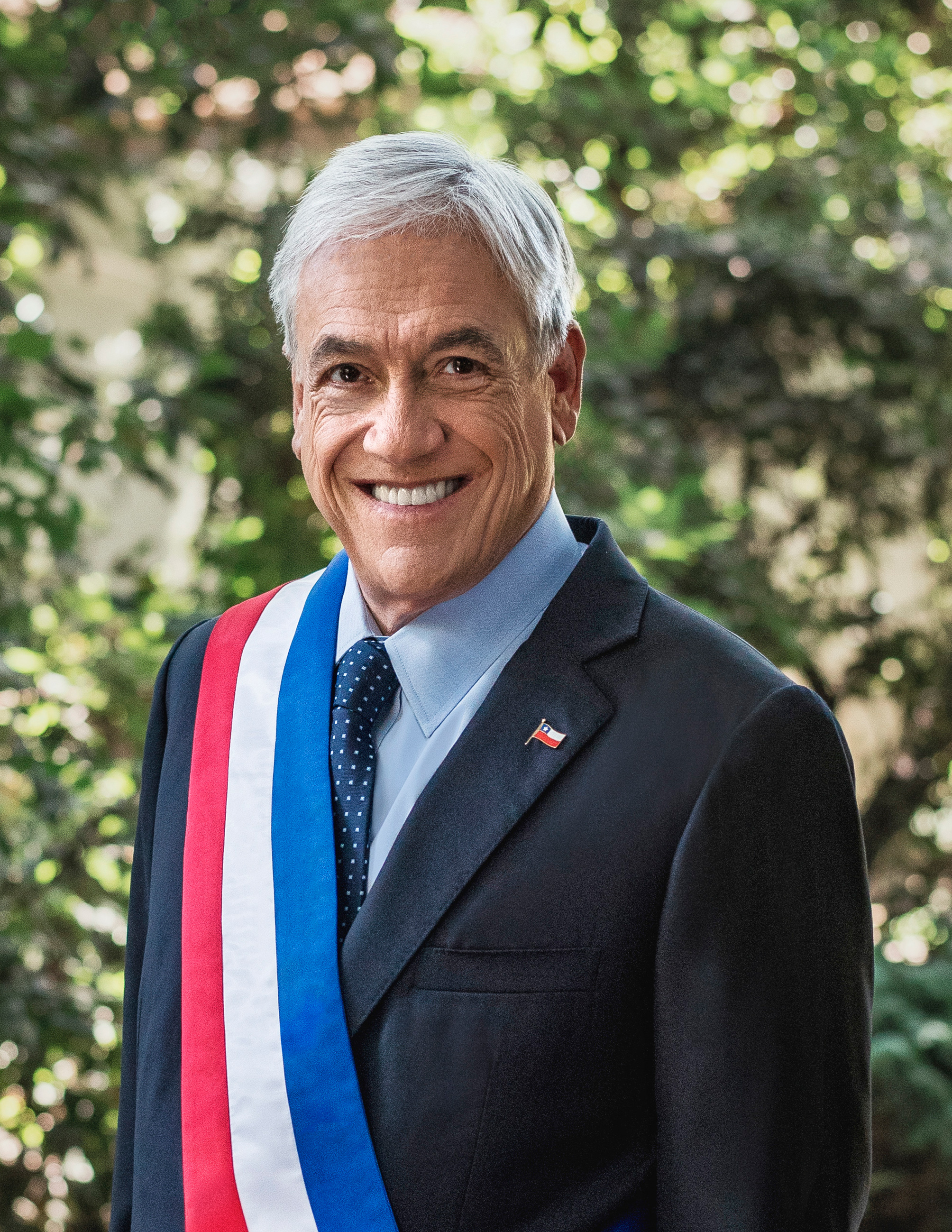
L'ancien président chilien Sebastián Piñera (1949-2024 ; photographié en 2018)

## Accident
Sebastián Piñera possédait une résidence dans la zone de la Baie de Coique, dans la commune de Futrono. Le 6 février 2024, il a assisté à un déjeuner avec sa sœur Magdalena, l'homme d'affaires Ignacio Guerrero et le fils d'Ignacio Bautista, au domicile de l'homme d'affaires José Cox dans le secteur Ilihue de la commune de Lago Ranco. Piñera a piloté son hélicoptère Robinson R44 Raven II, immatriculé CC-PHP, de l'autre côté du lac depuis sa résidence. Après le déjeuner, alors que commençait le vol de retour, l'hélicoptère a perdu le contrôle à quelques mètres du rivage, a heurté la surface de l'eau et a chaviré dans le lac Ranco, dans le secteur d'Ilihue, à proximité du site de décollage,,. Les Carabiniers du Chili ont reçu un rapport de l'accident à 14 h 57 (UTC −03 h 00), les premiers rapports indiquant un mort et trois survivants,.
Des proches collaborateurs de l'ancien président ont souligné que la visibilité du véhicule aurait pu être compromise en raison de vitres embuées. Moins de 40 minutes se sont écoulées entre l'appel d'alerte et la remise du corps de Piñera aux carabiniers. L'ancienne ministre Karla Rubilar a déclaré à la presse que, selon sa sœur Magdalena, qui se trouvait à bord de l'hélicoptère, ses derniers mots ont été : « Saute en premier, car si je saute avec toi, l'hélicoptère tombera sur nous tous. »
Le corps de Piñera a été récupéré par la marine chilienne à une profondeur de 28 m,. Sa mort a été confirmée vers 17h00 par un communiqué de son bureau de presse et un communiqué de la ministre de l'Intérieur et de la Sécurité publique, Carolina Tohá. La Direction générale de l'aéronautique civile a confirmé que les trois autres occupants de l'avion ont survécu. Au moment de l'accident, une forte tempête sévissait dans la région. Selon La Nación, Piñera a survécu à l'accident lui-même, mais l'impact l'a laissé inconscient et incapable de retirer sa ceinture de sécurité, ce qui a entraîné sa noyade,. Ses trois compagnons ont réussi à nager jusqu'au rivage.

## Funérailles
Après la confirmation de la mort de Piñera, le président Gabriel Boric a annoncé un deuil national de trois jours dans un discours télévisé peu après 18h00. Il a également révélé son intention d'organiser des funérailles nationales, avec le ministre des Affaires étrangères Alberto van Klaveren désigné pour diriger le comité d'organisation. Boric a salué Piñera comme un «démocrate depuis le début».
Les funérailles ont commencé lorsqu'un avion de la Force aérienne chilienne (FACh) transportant la dépouille de Piñera, après une autopsie à Valdivia, a atterri à l'aéroport international Arturo Merino Benítez de Santiago. Le président Gabriel Boric, accompagné de quelques ministres, a reçu la dépouille et la famille à la rampe FACh Groupe 10. Par la suite, l'Armée de l'Air a rendu les honneurs et le cortège s'est dirigé vers l'ancien bâtiment du Congrès national, où la dépouille de Piñera a été exposée jusqu'au matin du 9 février. Ensuite, les restes ont été transférés à la Cathédrale Métropolitaine de Santiago pour une messe funéraire. Après la messe, les restes ont été transportés au cimetière du Parque del Recuerdo pour un enterrement privé dans la crypte de la famille Piñera, avec un hommage rendu au palais de la Moneda par la garde du palais et le président Boric en cours de route,,,.

### Participants confirmés

#### Domestique
- Gabriel Boric, président[27].
- Eduardo Frei Ruiz-Tagle, ancien président[28].
- Michelle Bachelet, ancienne présidente[28].
- Ricardo Blanco Herrera (es), président de la Cour Suprême[27].
- Juan Antonio Coloma Correa, président du Sénat[27].
- Certains des mineurs sauvés de l'accident minier de Copiapó en 2010.

#### International
- Mario Abdo Benítez, ancien président du Paraguay[29].
- Nicolás Albertoni (es), Sous-secrétaire aux Affaires étrangères de l'Uruguay[27].
- Sergio Díaz-Granados Guida, président de la CAF – Banque de développement de l'Amérique latine et des Caraïbes[29].
- Roberto Izurieta Canova, secrétaire général pour la communication de la présidence de l'Équateur[27].
- Guillermo Lasso, ancien président de l'Équateur[29].
- Leopoldo Francisco Sahores, vice-ministre des Affaires étrangères de l'Argentine[28].
- Elmer Schialer Salcedo, secrétaire des Affaires étrangères du Pérou[27].

## Réactions

### Domestique
Le président Gabriel Boric a déclaré que la mort de Piñera avait ému et pleuré le pays dans des circonstances déjà difficiles en raison des incendies de forêt de 2024 au Chili. En outre, il a déclaré que « avec un profond regret, je tiens à exprimer mes condoléances que j'ai personnellement transmises à ses filles, à sa famille, à tous ses proches et à ceux qui ont fait partie de ses deux gouvernements ». L'ancienne présidente Michelle Bachelet a exprimé ses profonds regrets pour la mort de Piñera et a déclaré qu'elle appréciait son « engagement envers notre pays et la démocratie, ainsi que son travail infatigable et son service à la nation »[réf. nécessaire]. La ministre de l'Intérieur Carolina Tohá a exprimé son choc face à la mort de Piñera et a transmis sa solidarité à sa famille et à ses amis ; elle a également décrit Piñera comme « un président démocrate »[réf. nécessaire].
Daniel Jadue, le maire de Recoleta, a exprimé ses regrets face à la mort de Piñera malgré leurs "profondes différences"[réf. nécessaire], et a envoyé ses condoléances à sa famille, ses amis et son parti. L'ancienne ministre du Travail de Piñera, Evelyn Matthei, l'a décrit comme « un grand ami, un grand leader. Passionné par le Chili, passionné par la vie », et a présenté « les plus sincères condoléances à Cecilia et à toute sa famille »[réf. nécessaire]. L'ancien ministre de l'Éducation et du Développement social de Piñera, Joaquín Lavín, a offert ses prières à la famille de Piñera[réf. nécessaire].
L'ancien candidat conservateur à la présidentielle José Antonio Kast a déclaré que Piñera "était un grand fonctionnaire et a consacré les meilleures années de sa vie au service du Chili"[réf. nécessaire]
L'animateur de télévision Mario Kreutzberger a décrit Piñera comme "toujours très amical et disposé à collaborer avec nous. Sa vie et sa carrière ont été sans aucun doute marquées par sa vocation pour le service public, qui l'a conduit à deux reprises à la présidence du Chili"[réf. nécessaire]. La personnalité de la télévision Martín Cárcamo a également présenté ses condoléances, déclarant : « Je l'ai interviewé à plusieurs reprises et, plus d'une fois, nous avons pu parler hors caméra. Toujours disposé et ouvert à une conversation, qu'il s'agisse de sujets importants concernant le pays ou des conversations simples et belles sur la vie elle-même[réf. nécessaire].
Le club de football de Colo-Colo, qui appartenait auparavant en partie à Piñera, a exprimé ses condoléances pour son décès[réf. nécessaire]. Pablo Milad, le président de l' Association nationale de football professionnel (ANFP) a exprimé ses condoléances, notant que Piñera restera dans les mémoires comme "une personne qui a toujours été intéressée par le développement et la modernisation du football chilien, par l'amélioration et le renouvellement du infrastructures de nos stades et promouvoir une culture de pratique sportive et de vie saine parmi les Chiliens[réf. nécessaire]. En outre, il a confirmé que Piñera sera honorée avec les victimes des incendies de forêt dans le centre du Chili avec une minute de silence avant la Supercoupe du Chili 2024[réf. nécessaire].
À la suite de l'annonce de la mort de Piñera, la Télévision Nationale du Chili a modifié son logo en ajoutant la couleur noire en guise d'expression de deuil[réf. nécessaire].
Jimmy Sánchez, l'un des 33 mineurs secourus lors de l'accident minier de Copiapó en 2010, a déclaré que c'était un plaisir de rencontrer Piñera et s'est dit reconnaissant "de nous avoir rendu la vie".